# Apigetrin
Apigetrin con fórmula química C21H20O10, es un compuesto químico que se encuentra en Teucrium gnaphalodes.